# Воднян
Во́днян (хорв. Vodnjan, італ. Dignano) — місто в Хорватії, у південно-західній частині півострова Істрія.
Воднян — одне з двох істрійських міст (поряд з містом Ровінь) де ще живі носії вимираючої істророманської або істріотської мови, якою колись говорили майже на всьому південному заході півострова. Діалект істророманської мови, поширений у Водняні, називається діньянським згідно з італійською назвою міста. Самоназва істріотської мови у Водняні — Бумбар (італ. Bumbaro).
Туризм приносить більшу частину доходів міста. Крім туристичного обслуговування населення зайнято в сільському господарстві (виноградарстві та вирощуванні оливок) і харчовій промисловості.

## Історія
У римські часи на місці Водняна розташовувалося поселення Вікус Аттініанум. Перша письмова згадка про Воднян відноситься до 932 року. Місто згадане у переліку істрійських міст, що заплатили данину вином венеційському дожу П'єтро II Кандьяно.
У середньовічний період сформувалося Старе місто з типовими для Істрії архітектурою і плануванням.

## Населення
Населення громади за даними перепису 2011 року становило 6 119 осіб, 2 з яких назвали рідною українську мову. Населення самого міста становило 3 613 осіб.
Динаміка чисельності населення громади:
Динаміка чисельності населення міста:

## Населені пункти
Крім міста Воднян, до громади також входять:
- Гаяна
- Галижана
- Перой

## Клімат
Середня річна температура становить 13,46 °C, середня максимальна – 26,68 °C, а середня мінімальна – -0,18 °C. Середня річна кількість опадів – 835 мм.
| Клімат міста                                  | Клімат міста | Клімат міста | Клімат міста | Клімат міста | Клімат міста | Клімат міста | Клімат міста | Клімат міста | Клімат міста | Клімат міста | Клімат міста | Клімат міста | Клімат міста |
| Показник                                      | Січ.         | Лют.         | Бер.         | Квіт.        | Трав.        | Черв.        | Лип.         | Серп.        | Вер.         | Жовт.        | Лист.        | Груд.        |              |
| Середній максимум, °C                         | 10,01        | 10,55        | 13,48        | 16,84        | 21,67        | 25,42        | 26,68        | 26,50        | 22,35        | 17,86        | 12,84        | 9,66         |              |
| Середня температура, °C                       | 4,92         | 5,45         | 8,38         | 11,74        | 16,58        | 20,32        | 23,06        | 22,88        | 18,72        | 14,25        | 9,22         | 6,04         |              |
| Середній мінімум, °C                          | −0,18        | 0,36         | 3,29         | 6,64         | 11,48        | 15,22        | 19,43        | 19,24        | 15,10        | 10,62        | 5,60         | 2,41         |              |
| Норма опадів, мм                              | 66           | 54           | 59           | 65           | 58           | 67           | 45           | 71           | 76           | 95           | 103          | 76           |              |
| Середньомісячна швидкість вітру, м/с          | 2.47         | 2.73         | 2.83         | 2.77         | 2.48         | 2.39         | 2.38         | 2.34         | 2.42         | 2.60         | 2.76         | 2.67         |              |
| Середньомісячна сонячна радіація, кДж/м²·день | 4538         | 7462         | 10827        | 15416        | 19712        | 21447        | 22558        | 19411        | 14263        | 9228         | 4983         | 3889         |              |
| --------------------------------------------- | ------------ | ------------ | ------------ | ------------ | ------------ | ------------ | ------------ | ------------ | ------------ | ------------ | ------------ | ------------ | ------------ |
| Джерело:                                      |              |              |              |              |              |              |              |              |              |              |              |              |              |